# Leesville (Ohio)
Pour les articles homonymes, voir Leesville.
Leesville est un village du comté de Carroll (Ohio), aux États-Unis. D'après le recensement des États-Unis de 2010, il compte 158 habitants.

## Histoire
Leesville est fondé officiellement le 1er août 1812 sous le nom de Leesburg. D'après le recensement de 1820, le village compte 131 habitants,. En 1880, la population monte à 408 habitants vivants surtout de l'agriculture et du travail minier.